# Disney Channel (Grecia)
Disney Channel è un canale televisivo greco di proprietà della Walt Disney Company e versione locale della rete statunitense omonima.
Tuttavia l'area di copertura del canale si estende anche nei Balcani, in Medio Oriente ed Africa, laddove sono presenti versioni locali con varie tracce audio aggiuntive nelle lingue locali (inglese, arabo, serbo, croato, sloveno, albanese). Si tratta della versione paneuropea del canale.

## Storia
Il canale viene reso disponibile il 7 novembre 2009.

## Palinsesto

### In onda
- Peppa Pig
- A tutto ritmo
- A.N.T. Farm - Accademia Nuovi Talenti
- Riccioli d'Oro e Orsetto
- A tutto reality: L'isola
- Mako: Island of Secrets
- Mermaid Melody Pichi Pichi Pitch
- Freestyle
- Austin & Ally
- Dog with a Blog
- Bear nella grande casa blu
- Wolfblood - Sangue di lupo
- Loopdidoo
- Little Lulu Show
- Le nuove avventure di Huckleberry Finn
- Lo show dell'orso Yoghi

### Non in onda

Logo dei Disney Channel Original Movie

- Hannah Montana
- Zack e Cody al Grand Hotel
- Zack e Cody sul ponte di comando
- I maghi di Waverly
- Raven
- Sonny tra le stelle
- Jonas L.A.
- So Random!
- Pipì, Pupù e Rosmarina

### Film
Oltre per le serie televisive e i cartoni, il palinsesto di Disney Channel si contraddistingue anche per la visione di film. I titoli sono gli stessi della programmazione statunitense, solamente doppiati o sottotitolati in greco.

## Diffusione
Il canale è disponibile su satellite attraverso la piattaforma OTE TV, Nova Greece e Nova Cipro, via cavo su Cablenet (solo per il Cipro) e su IPTV grazie a OTE TV, hol my TV e CytaVision.

## Altre versioni

### Disney Junior
Nasce il 7 novembre 2009 come "Playhouse Disney" e il 1º giugno 2011 cambia nome in "Disney Junior".

### Disney XD
Lanciato il 3 ottobre 2009 in Cipro e Grecia, rimpiazza Jetix. Trasmette programmi come "I'm in the Band", "American Dragon: Jake Long" e "Pokémon.